# Берцекас, Димитрис
Дими́трис Пантели́с Берцека́с (греч. Δημήτρης Παντελής Μπερτσεκάς, англ. Dimitri Panteli Bertsekas; род. 1942, Афины, Аттика, Греция) — греческий и американский учёный в области прикладной математики и информатики, профессор кафедры электротехники и информатики факультета инженерного дела Массачусетского технологического института (MIT). Известен своими работами по теоретической и алгоритмической оптимизации и управлению, а также по прикладной вероятности. Согласно поисковой машине CiteSeer, входит в список 100 самых цитируемых в мире учёных в области информатики. Имеет h-индекс равный 86 и был процитирован более 80 940 раз. Автор многочисленных монографий и книг, некоторые из которых используются в качестве учебников в MIT. Член Национальной инженерной академии США (2001). Лауреат Премии «Наследие Ричарда Э. Беллмана в области управления», Премии Хачияна (2014), Премии Джорджа Данцига (2015) и др.

## Биография
Родился в 1942 году в Афинах (Аттика, Греция), где и вырос.
В 1965 году окончил Афинский национальный технический университет со степенью бакалавра наук в области электротехники и машиностроения.
В 1969 году получил степень магистра наук в области электротехники в Университете Джорджа Вашингтона.
В 1971 году окончил Массачусетский технологический институт (MIT) со степенью доктора философии в области системологии. Одним из научных руководителей Берцекаса был Майкл Атанс.
В 1971—1979 годах преподавал в Стэнфордском университете (1971—1974) и Иллинойсском университете в Урбане-Шампейне (1974—1979).
С 1979 года работает в MIT.
В 1995 году стал соучредителем издательской компании «Athena Scientific», которая, среди прочих, публикует большую часть его книг.
Сфера научных интересов: крупномасштабная и нелинейная оптимизация, выпуклый анализ, динамическое, нейродинамическое, линейное и нелинейное программирование, стохастическое управление, параллельные и распределённые алгоритмы, сети передачи данных, оптимизация сетей, нейронные сети.
Являлется членом редакций нескольких научных журналов.

## Учебники и монографии

### Учебники
- Dynamic Programming and Optimal Control (1996).
- Data Networks (1989).
- Nonlinear Programming (1996).
- Introduction to Probability (2003).
- Convex Optimization Algorithms (2015).

### Монографии
- Stochastic Optimal Control: The Discrete-Time Case (1978).
- Constrained Optimization and Lagrange Multiplier Methods (1982).
- Parallel and Distributed Computation: Numerical Methods (1989).
- Linear Network Optimization (1991).
- Network Optimization: Continuous and Discrete Models (1998).
- Neuro-Dynamic Programming(1996).
- Convex Analysis and Optimization (2003).
- Convex Optimization Theory (2009).
- Abstract Dynamic Programming (2013).